# 九老洞真管螺
九老洞真管螺（学名：Euphaedusa jiulaodongensis）是柄眼目烟管蜗牛科小烟管蜗牛属的一种。
本屬的種小名得名於正模標本在1964年8月2日的採樣處：中国四川省峨眉山九老峰下的九老洞。

## 型態描述
壳高15.8—16.1 mm，壳宽3.65—4.10 mm，壳口高3.4—3.9 mm，壳口宽2.7—3.0 mm。
本物種的外型與怪异真管螺（Euphaedusa cetivora）相似，但本物種的螺層較多較密。

## 分佈
主要分布于中国大陆，常栖息在阴暗潮湿和多腐殖质的环境。多見於住宅、古刹附近，多石灰岩的山坡等处。